# Bethalto
Bethalto és una població dels Estats Units a l'estat d'Illinois. Segons el cens del 2000 tenia 9.454 habitants.

## Demografia
Segons el cens del 2000, Bethalto tenia 9.454 habitants, 3.810 habitatges, i 2.647 famílies. La densitat de població era de 554,7 habitants/km².
Dels 3.810 habitatges en un 34,1% hi vivien nens de menys de 18 anys, en un 54,2% hi vivien parelles casades, en un 11,7% dones solteres, i en un 30,5% no eren unitats familiars. En el 26,8% dels habitatges hi vivien persones soles el 12,5% de les quals corresponia a persones de 65 anys o més que vivien soles. El nombre mitjà de persones vivint en cada habitatge era de 2,46 i el nombre mitjà de persones que vivien en cada família era de 2,98.
Per edats la població es repartia de la següent manera: un 25,7% tenia menys de 18 anys, un 8,5% entre 18 i 24, un 28,7% entre 25 i 44, un 22,9% de 45 a 60 i un 14,1% 65 anys o més.
L'edat mediana era de 37 anys. Per cada 100 dones de 18 o més anys hi havia 85 homes.
La renda mediana per habitatge era de 42.201 $ i la renda mediana per família de 50.764 $. Els homes tenien una renda mediana de 41.512 $ mentre que les dones 22.981 $. La renda per capita de la població era de 18.697 $. Aproximadament el 6,5% de les famílies i el 9,2% de la població estaven per davall del llindar de pobresa.

## Poblacions més properes
El següent diagrama mostra les poblacions més properes.